# Марково-Вулька
Марково-Вулька (пол. Markowo-Wólka) — село в Польщі, у гміні Нові Пекути Високомазовецького повіту Підляського воєводства.
Населення — 125 осіб (2011).
У 1975-1998 роках село належало до Ломжинського воєводства.

## Демографія
Демографічна структура станом на 31 березня 2011 року:
|          | Загалом | Допрацездатний вік | Працездатний вік | Постпрацездатний вік |
| -------- | ------- | ------------------ | ---------------- | -------------------- |
| Чоловіки | 71      | 13                 | 48               | 10                   |
| Жінки    | 54      | 15                 | 26               | 13                   |
| Разом    | 125     | 28                 | 74               | 23                   |